# Tammy Duckworth
Ladda Tammy Duckworth (Bangkok, 12 marzo 1968) è una politica e militare statunitense, senatrice per lo stato dell'Illinois dal 2017 e in precedenza membro della Camera dei Rappresentanti per lo stesso stato dal 2013 al 2017.

## Biografia
Nata a Bangkok da un marine statunitense e da una thailandese di origini cinesi, Tammy Duckworth crebbe nel sud-est asiatico per via del lavoro del padre con le Nazioni Unite. A sedici anni la famiglia si stabilì nelle Hawaii, dove Tammy frequentò il liceo e l'università locale. Dopo un bachelor in scienze politiche, la Duckworth conseguì un master in relazioni internazionali alla George Washington University e si trasferì nell'Illinois. Successivamente la Duckworth si arruolò nella Guardia Nazionale nel 1990 e nel 2004 venne convocata in Iraq con l'esercito, prestando servizio come pilota di elicotteri.
Nel novembre dello stesso anno tuttavia il Sikorsky UH-60 Black Hawk che stava pilotando venne colpito da un razzo lanciato dai guerriglieri iracheni. Nell'esplosione la Duckworth venne ferita gravemente ad entrambi gli arti inferiori e al braccio destro; per salvarla i medici furono costretti ad amputarle la gamba destra fino all'anca e la gamba sinistra al di sotto del ginocchio. Dopo l'intervento, la Duckworth si fornì di due protesi in titanio che le garantiscono la piena mobilità. Pochi giorni dopo l'operazione, mentre era ancora ricoverata nell'ospedale militare, la Duckworth venne insignita del Purple Heart e promossa al grado di maggiore, per poi essere nominata tenente colonnello qualche tempo dopo.
Nel 2006 la Duckworth si candidò alla Camera dei Rappresentanti come membro del Partito Democratico, ma perse di misura le elezioni contro l'avversario repubblicano Peter Roskam. Pochi giorni dopo l'esito delle elezioni, l'allora governatore dell'Illinois Rod Blagojevich scelse la Duckworth come direttrice del "Dipartimento degli affari dei veterani dell'Illinois", carica che mantenne fino al febbraio del 2009, quando il Presidente Obama le assegnò un impiego all'interno del Dipartimento degli Affari dei Veterani degli Stati Uniti.
La Duckworth lasciò l'impiego nel luglio del 2011, annunciando la propria campagna elettorale per la Camera dei Rappresentanti nelle elezioni che si sarebbero tenute l'anno seguente. In questa tornata elettorale la Duckworth si trovò a concorrere contro il deputato repubblicano in carica da un mandato Joe Walsh. La campagna fu molto combattuta e Walsh accusò la Duckworth di strumentalizzare la propria disabilità, ma nonostante ciò la donna vinse le elezioni con una netta maggioranza di voti approdando così al Congresso. Insieme a Tulsi Gabbard, la Duckworth divenne inoltre la prima donna veterana di guerra ad essere eletta al Congresso.
Il 30 marzo 2015 la Duckworth annuncia la sua candidatura al Senato degli Stati Uniti per aggiudicarsi il seggio del repubblicano Mark Kirk. Dopo aver vinto le primarie democratiche con ampio margine, trionfa alle elezioni dell'8 novembre 2016 con il 54,4%, pari a 2.907.420 voti, contro il 40,2% e i 2.149.417 voti raccolti dall'uscente Kirk. Con la sua vittoria è diventata la prima donna senatrice ad aver servito in combattimento, e la seconda americana di origini asiatiche dopo Mazie Hirono del seggio delle Hawaii. La Duckworth, che si configura come progressista, è sposata con un altro veterano dell'Iraq, il maggiore Bryan W. Bowlsbey.
La storia di Tammy Duckworth fu raccontata anche dal giornalista Mario Calabresi nel libro del 2009 La fortuna non esiste. Storie di uomini e donne che hanno avuto il coraggio di rialzarsi, edito da Mondadori.